# 27e compagnie de commandement et de transmissions de montagne
 (septembre 2023).
Si vous disposez d'ouvrages ou d'articles de référence ou si vous connaissez des sites web de qualité traitant du thème abordé ici, merci de compléter l'article en donnant les références utiles à sa vérifiabilité et en les liant à la section « Notes et références ».
La 27e compagnie de commandement et de transmissions de montagne (27e CCTM) est une unité militaire de l'Armée de terre française. Elle fait partie de la 27e brigade d'infanterie de montagne (27e BIM).

## Historique
La 27e CCTM fait partie des troupes de montagne depuis 1955. Son appellation a évolué au fil des années et des réorganisations de l’armée de Terre.

### Période Algérienne 1955-1962.
La 77e Compagnie de Transmissions (CT) est créée initialement le 1er août 1955 à Grenoble puis est rapidement engagée en Algérie en septembre au sein de la 27e division d’infanterie alpine. Elle s’implante à Tizi-Ouzou, en Grande Kabylie où elle est chargée d’assurer les liaisons radio de toute la zone. De décembre 1959 à mars 1962, un important détachement de Transmissions est notamment constitué au profit du Groupement de Commandos de chasse de l’Afkadou. De retour en France, la 77e CT est dissoute le 15 décembre 1962.
La compagnie de transmissions de la 27e brigade alpine.
Une nouvelle 77e compagnie de transmissions est créée le 1er avril 1963 à Grenoble par transformation de la 435e CT de retour d’Algérie. Elle constitue alors l’unité de transmissions de la 27e brigade alpine dotée d’une « section de moyens spécifiques » en mesure d’installer des relais radio en montagne.

### Une compagnie olympique!
La 77e CT s’est illustrée en remplissant sur son terrain favori, les Alpes, des missions particulières. Elle a en particulier installé et mis en œuvre le réseau radio permettant l’organisation et la sécurité des Jeux olympiques d’hiver de 1968 à Grenoble. La compagnie a été une nouvelle fois présente en 1992 à Albertville où elle a de nouveau été sollicitée pour la même mission, souvent dans des conditions difficiles. Elle a été de nouveau déployée massivement sur les Jeux olympiques d'été de 2024 à Paris, du centre opérationnel de la brigade olympique aux sections du groupement 7e BCA.

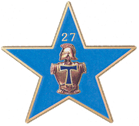
Étoile d’éclaireur de la compagnie.

En 1977, elle est devenue la 27e compagnie de transmissions (CT), intégrée au sein du 27e régiment de commandement et de soutien (27e RCS) installé à Grenoble.
Au 1er juillet 1999, à la suite de la dissolution du 27e RCS, la 27e CT devient la 27e compagnie de commandement et de transmissions de montagne, avec la prise en compte du soutien opérationnel de l’état-major de la 27e brigade d’infanterie de montagne à l’aide d’une « Section de Quartier Général ».
Celle-ci est composée d’un groupe de transport, une cellule énergie et une de maintenance des véhicules et groupe électrogènes.

### L'ère des OPEX
Au sein de la 27e brigade d’infanterie de montagne, la 27e CCTM arme de nombreux détachements sur les théâtres d’opérations extérieures afin d’établir les liaisons radio, informatiques et satellitaires entre les postes de commandement des unités de la brigade engagées partout où l’armée de Terre est présente :
- Force Intérimaire des Nations Unies au Liban de 1983 à 1994 ;
- Opération Libage en Somalie ;
- En ex-Yougoslavie au sein de la FRR, de l’IFOR, et de la SFOR depuis 1993 ;
- Détachement Epervier au Tchad en1999, 2008 et 2012 ;
- Opération Trident au Kosovo en 1999, 2003, 2005 et 2008 ;
- Opération Licorne en Côte d’Ivoire en 2005, 2007 et 2012 ;
- Opération Pamir en Afghanistan de 2008 à 2012 ;
- Opérations au Sahel depuis le Mali, Tchad, Niger et Mauritanie de 2014 à 2023 ;
- Opération Chammal en Irak en 2015 en 2017 ;
- Opération Amitié au Liban en 2020 ;
- Opération Lynx en Estonie 2022 ;
- Mission AIGLE en Roumanie 2022.
- Mission Sentinelle JOP24 à Paris été 2024.

## Mission
La mission de la 27e compagnie de commandement et de transmissions de montagne (CCTM) est de fournir à l’état-major de la brigade d’infanterie de montagne (BIM) et à son chef les moyens de communication et les systèmes d’information permettant de commander les éléments déployés sur un théâtre d’opération.

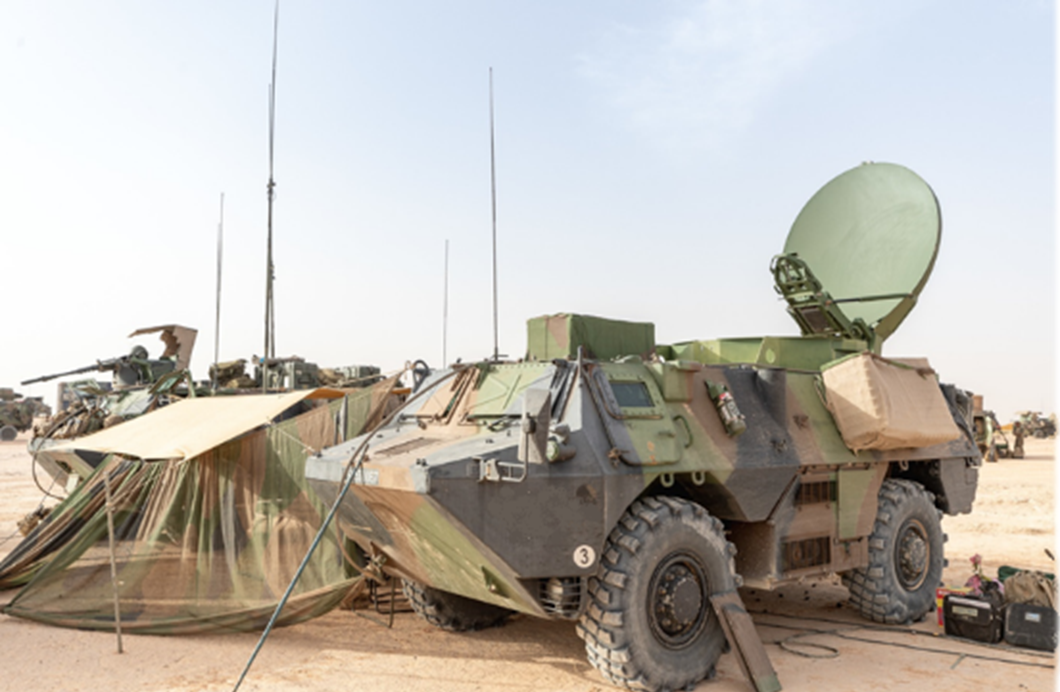

Plus concrètement, les militaires des différentes sections de la 27e CCTM assurent le déploiement du poste de commandement de la brigade et mettent en œuvre des supports de communication satellitaires ou des moyens radios. Ces équipements donnent aux membres de l’état-major de la brigade la possibilité d’accéder aux systèmes d’information qui sont aujourd’hui essentiels pour le commandement, en particulier depuis la numérisation du champ de bataille avec le déploiement du programme Scorpion et de son système d’information, appelé « Système d’Information du Combat Scorpion » (SICS).

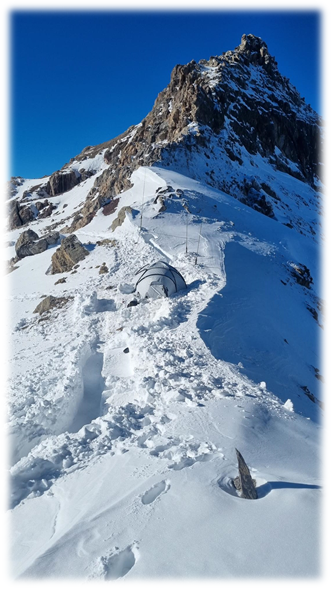

La 27e CCTM est l’unité d’appui au commandement de la 27e BIM, brigade d’engagement d’urgence au rythme opérationnel soutenu. La spécificité de la compagnie est d’être l’unique unité de transmetteurs de montagne. Les exigences du milieu grand froid ou montagnard dans lesquels elle évolue, lui imposent l’utilisation d’équipements et matériels spécifiques. Elle est présente sur tous les exercices de la 27e BIM ou partenariats, mais aussi très régulièrement déployée sur tous les théâtres d’opérations extérieures, ou dans le cadre de Sentinelle.

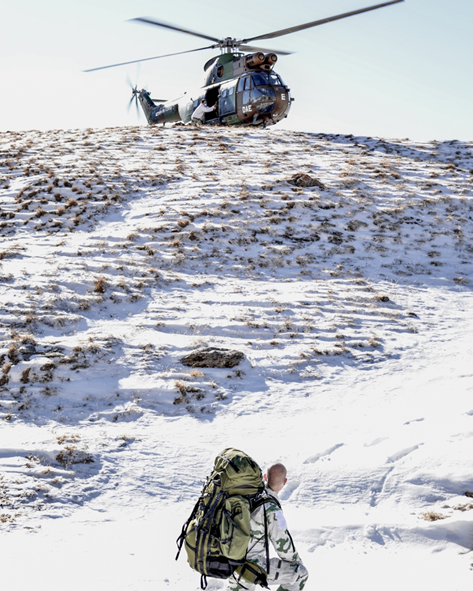

Les transmetteurs de montagne doivent maintenir leurs compétences en continuant à se former dans les domaines tactique, technique et montagne dans l’objectif d’être toujours prêts aux différents engagements. Enfin, la brigade d’infanterie de montagne étant l’une des deux brigades d’engagement d’urgence avec la brigade parachutiste, la 27e CCTM arme en permanence des modules d’urgence permettant de déployer le poste de commandement du module grand froid.

## Organisation et spécialités
La 27e compagnie de commandement et de transmissions de montagne est organisée par sections de spécialité. On y retrouve ainsi : 
- Une section spécialisée dans les moyens radios et satellitaires : dans les déploiements mobiles, la "section poste de commandement" dispose de nombreux véhicules et équipements qui lui donnent la possibilité de déployer des réseaux radio en VHF ou HF ainsi que des moyens satellitaires légers et fiables. Elle a aussi à sa disposition des moyens plus lourds tels que des VAB ou des Véhicules Haute Mobilité.
- Une section de soutien de quartier général : elle est chargée du soutien logistique des postes de commandement et de leur protection ainsi que de l'entretien des véhicules légers et blindés de la compagnie. Elle regroupe les mécaniciens et électromécaniciens de la compagnie.
- Une section vouée au déploiement des systèmes d’information au sein des postes de commandement. Elle regroupe tous les transmetteurs spécialistes de l'informatique et de l'administration de réseaux.
- Une section moyens spécifiques, spécialisée dans la mise en place de relais radios dans des zones montagneuses isolées et difficiles d'accès. Cette section regroupe des personnels d'un haut niveau de technicité en alpinisme.
- Un peloton de transport mixte, regroupant différents types de véhicules pour le besoin en transport de la brigade d'infanterie de montagne. On y trouve des porte engins blindés, des poids lourds avec remorque pour le transport de gros volumes mais aussi des cars et tous les engins nécessaires à la manutention de fret.
- Une équipe de commandos montagne (GCM) ; les transmetteurs de cette équipe sont insérés dans les sections de commandos montagne déployées en opération et y apportent leur expertise dans le domaine des transmissions. Formés avec les autres commandos de la brigade, ils font partie de l’élite de la brigade d'infanterie de montagne.

### Formations internes
La CCTM forme ses soldats en continu afin de répondre aux besoins opérationnels. Le recrutement s'effectue chez les  titulaires d'un BTS informatique mais tous les profils titulaires du baccalauréat ou non peuvent intégrer l'unité.
Une fois le contrat signé, les soldats sont formés par les cadres de la compagnie dans trois domaines :

#### Formation militaire
Dès son arrivée en unité, le jeune soldat effectue sa formation générale initiale d'une durée de 3 mois au cours de laquelle il apprend les rudiments du combat et du maniement de son arme. À l'issue, il poursuit sa carrière 
en suivant différents stages militaires qui lui permettront ultérieurement de commander une équipe (3 soldats) ou un groupe (10 soldats). Comme leurs camarades de l'armée de Terre, les soldats de la compagnie passent leurs permis civils véhicules légers et poids lourds durant leur cursus ainsi que les diverses qualifications en secourisme.

#### Formation technique
À l'issue, le transmetteur alpin est formé sur sa spécialité lors d'une Formation Technique de Spécialité (FTS). Il pourra ensuite choisir sa spécialité entre radio, informaticien, satellitaire et poursuivre une formation plus poussée dans son domaine. La compagnie a dans ses rangs des spécialistes en graphie, réseaux informatiques, électromécanique et réseaux satellitaires.

#### Formation alpine
Tous les soldats de la CCTM sont formés aux techniques de vie en montagne et à l'acquisition du brevet d'alpiniste militaire pendant l'été et le brevet de skieur militaire l'hiver. La formation étant entièrement assurée par l'unité, il n'est pas nécessaire d'être expérimenté dans ces domaines pour devenir un soldat de montagne. Dans le cadre de la formation au combat en montagne, les transmetteurs alpins sont amenés à passer des qualifications sur des quads et des véhicules chenillés afin de pouvoir se déplacer dans le massif alpin. La compagnie compte aussi plusieurs instructeurs militaires de ski.